# Gillian Sanders
Gillian Sanders (* 15. Oktober 1981 als Gillian Curr in Pietermaritzburg) ist eine ehemalige südafrikanische Duathletin, Triathletin, sechsfache Triathlon-Staatsmeisterin (2012–2018) und dreifache Olympiastarterin (2012, 2016, 2020).

## Werdegang
Gillian Curr startete schon im Alter von 13 Jahren bei der Triathlon-Weltmeisterschaft und wurde Fünfte in der Klasse der 13- bis 15-Jährigen.
Seit Ende 2010 startet sie als Profi-Triathletin. 2011 wurde sie Vizestaatsmeisterin auf der Triathlon-Kurzdistanz. In diesem Jahr wurde bei ihr eine Anämie (Blutarmut) diagnostiziert.
2012 konnte sie sich neben Kate Roberts und Richard Murray für die Olympischen Sommerspiele in London qualifizieren und belegte dort den 19. Rang.

### Triathlon-Staatsmeisterin 2015
Im Mai 2015 wurde sie zum vierten Mal in Folge Triathlon-Staatsmeisterin auf der olympischen Distanz (1,5 km Schwimmen, 40 km Radfahren und 10 km Laufen).
Im März 2016 wurde sie nach 2011 zum zweiten Mal Vizestaatsmeisterin Triathlon.
Gillian Sanders qualifizierte sich für einen Startplatz bei den Olympischen Sommerspielen 2016 und sie ging am 20. August in Rio de Janeiro an den Start, wo sie den 23. Rang belegte. Sie startete in Rio zusammen mit Henri Schoeman (3. Rang), Richard Murray (4. Rang) und Mari Rabie (11. Rang).
Im Juni 2021 wurde die 39-Jährige Vizestaatsmeisterin Triathlon. In Tokio startete sie im Juli zum dritten Mal bei den Olympischen Sommerspielen, wurde im Rennen aber überrundet und nicht gewertet. Seit 2021 tritt sie nicht mehr international in Erscheinung.
Die Juristin Gillian Sanders arbeitet seit April 2023 als Integrity Manager im Rechtsteam von World Sailing für die Bereiche Sicherheit und Anti-Doping.
Sie lebt mit ihrem Mann Mark in London.

## Sportliche Erfolge
| Datum/Jahr    | Rang | Wettbewerb                             | Austragungsort      | Zeit     | Bemerkung                                                                        |
| ------------- | ---- | -------------------------------------- | ------------------- | -------- | -------------------------------------------------------------------------------- |
| 27. Juli 2021 | LAP  | Olympische Sommerspiele 2020           | Tokio               |          | überrundet                                                                       |
| 11. Juni 2021 | 2    | ATU Triathlon African Championships    | Scharm asch-Schaich | 02:16:57 | Vizestaatsmeisterin                                                              |
| 10. Feb. 2019 | 5    | ITU Triathlon World Cup                | Kapstadt            | 00:58:10 |                                                                                  |
| 22. Apr. 2018 | 1    | ATU Triathlon African Championships    | Rabat               |          | Staatsmeisterin                                                                  |
| 15. Juli 2017 | 15   | ITU World Championship Series 2017     | Hamburg             | 01:00:31 | [ 2 ]                                                                            |
| 5. Mai 2017   | 1    | ATU Triathlon African Championships    | Yasmine Hammamet    | 02:01:02 | Staatsmeisterin                                                                  |
| 8. Apr. 2017  | 9    | ITU World Championship Series 2017     | Gold Coast          | 00:58:37 |                                                                                  |
| 20. Aug. 2016 | 23   | Olympische Sommerspiele 2016           | Rio de Janeiro      | 02:01:29 |                                                                                  |
| 14. Mai 2016  | 49   | ITU World Championship Series 2016     | Yokohama            | 02:03:41 |                                                                                  |
| 20. März 2016 | 2    | ATU Triathlon African Championships    | Buffalo City        | 02:17:31 | Vizestaatsmeisterin – hinter Mari Rabie                                          |
| 6. Sep. 2015  | 24   | ITU World Championship Series 2015     | Edmonton            | 01:01:09 |                                                                                  |
| 10. Mai 2015  | 1    | ATU Triathlon African Championships    | Scharm asch-Schaich | 02:06:34 |                                                                                  |
| 21. März 2015 | 1    | ETU Triathlon European Cup             | Quarteira           | 02:04:20 | [ 3 ]                                                                            |
| 26. Juli 2014 | 2    | Commonwealth Games 2014                | Glasgow             | 01:14:13 | Gemischte Staffel – zusammen mit Kate Roberts, Henri Schoeman und Richard Murray |
| 24. Juli 2014 | 13   | Commonwealth Games 2014                | Glasgow             | 02:11:01 |                                                                                  |
| 28. Juni 2014 | 35   | ITU World Championship Series 2014     | Chicago             | 02:04:47 |                                                                                  |
| 31. Mai 2014  | 42   | ITU World Championship Series 2014     | London              | 00:57:52 | auf der Sprintdistanz                                                            |
| 17. Mai 2014  | 10   | ITU World Championship Series 2014     | Yokohama            | 02:00:20 |                                                                                  |
| 12. Apr. 2014 | 1    | ATU Triathlon African Championships    | Troutbeck           | 02:18:18 |                                                                                  |
| 25. Mai 2013  | 1    | ATU Triathlon African Championships    | Agadir              | 02:10:01 |                                                                                  |
| 23. Sep. 2012 | 2    | London Triathlon                       | London              |          | Zweite hinter der Schweizerin Daniela Ryf                                        |
| 4. Aug. 2012  | 19   | Olympische Sommerspiele 2012           | London              | 02:02:28 |                                                                                  |
| 31. März 2012 | 1    | ATU Triathlon African Championships    | Le Morne            | 02:13:07 | Qualifikation für die Olympischen Sommerspiele                                   |
| 3. Juli 2011  | 2    | ATU Triathlon African Championships    | Maputo              | 02:15:55 |                                                                                  |
| 3. März 2007  | 9    | ITU Triathlon African Cup              | Langebaan           | 02:23:09 | hinter der deutschen Siegerin Ricarda Lisk                                       |
| 17. Juni 2006 | 18   | ITU Triathlon World Championship 25–29 | Lausanne            | 02:33:41 | hinter der Siegerin Chrissie Wellington                                          |
| 12. Nov. 1995 | 5    | ITU Triathlon World Championship 13–15 | Cancún              |          |                                                                                  |

(DNF – Did Not Finish)